# Scambus emeritae
Scambus emeritae är en stekelart som beskrevs av Ian D. Gauld 1991. Scambus emeritae ingår i släktet Scambus och familjen brokparasitsteklar. Inga underarter finns listade i Catalogue of Life.